# Markus Magin
Markus Magin (* 3. Februar 1965 in Ludwigshafen am Rhein) ist ein deutscher römisch-katholischer Geistlicher und Generalvikar des Bistums Speyer.

## Leben
Markus Magin wuchs in Mutterstadt auf. Er machte zunächst eine Ausbildung zum Feinmechaniker bei BASF. Nach dem Abitur am Speyer-Kolleg studierte er Philosophie und Theologie in Eichstätt, Innsbruck und München. Am 18. Juni 1994 empfing er die Priesterweihe und war Kaplan in Blieskastel und Landau in der Pfalz. Danach war er als Pfarrer in den drei Neustadter Stadtdörfern Geinsheim, Lachen-Speyerdorf und Duttweiler tätig. Seit 2009 war er als Regens des Bischöflichen Priester- und Pastoralseminars St. German in Speyer tätig. Mit dem Amt des Regens war Magin zudem Leiter der Ausbildungskonferenz der pastoralen Berufe und geschäftsführender Sekretär des Liturgischen Rates. Er ist Dozent für Liturgik am Priesterseminar in Speyer.
2001 berief ihn der damalige Bischof Anton Schlembach in den Liturgischen Rat des Bistums Speyer. Von 2003 bis 2018 war Magin Diözesanpräses der Kirchenchöre im Bistum. Der Ständige Rat der Deutschen Bischofskonferenz ernannte ihn 2012 zum Geistlichen Assistenten des Allgemeinen Cäcilien-Verbandes für Deutschland. Seit 2017 ist er Mitglied des Geschäftsführenden Ausschusses der Arbeitsgemeinschaft Ständiger Diakonat, die sich um die Begleitung der Ständigen Diakone in Deutschland kümmert.
Bischof Karl-Heinz Wiesemann berief ihn am 13. Mai 2022 mit sofortiger Wirkung zum Generalvikar des Bistums Speyer. Er ist damit Nachfolger des zur altkatholischen Kirche übergetretenen Andreas Sturm.
Markus Magin engagiert sich für zahlreiche Sozialprojekte im Heiligen Land. 2022 wurde er von Kardinal-Großmeister Fernando Filoni in den Ritterorden vom Heiligen Grab zu Jerusalem aufgenommen und am 14. Mai 2022 in München durch Erzbischof Reinhard Marx, Großprior des Ordens in Deutschland, in die deutsche Statthalterei des Päpstlichen Ritterordens investiert.

## Schriften
- Farben—frohe Botschaft. Ein geistlicher Weg durch die Feuerstein-Fenster der Nardini-Kapelle des Priesterseminars in Speyer. Pilgerverlag 2017, ISBN 978-3-946777-03-8